# Dwangsom
Een dwangsom is de verplichting een bepaalde geldsom te betalen als niet volgens een bepaalde gerechtelijke of bestuurlijke beslissing wordt gehandeld. De geldsom zelf heet ook dwangsom.
In Nederland onderscheidt men de bestuursrechtelijke dwangsom en de civielrechtelijke dwangsom.

## Bestuursrechtelijke dwangsom

### Last onder dwangsom
Onder last onder dwangsom wordt verstaan de herstelsanctie, inhoudende een last tot geheel of gedeeltelijk herstel van de overtreding, en de verplichting tot betaling van een geldsom indien de last niet of niet tijdig wordt uitgevoerd (Artikel 5:31d Algemene wet bestuursrecht, afgekort Awb).

#### Inleiding
In hoofdstuk 5 van de Awb zijn mogelijkheden opgenomen voor bestuursorganen om financiële sancties op te leggen. In artikel 5:32 Awb is de bevoegdheid voor bestuursorganen om ambtshalve of op verzoek van een derde-belanghebbende een last onder dwangsom op te leggen. De last onder dwangsom dient ertoe een overtreding ongedaan te maken dan wel een herhaling van een overtreding te voorkomen. Wanneer een overtreding klaarblijkelijk is – zonder dat er sprake is van een herhaling – kan het bestuursorgaan eveneens besluiten om een dwangsom op te leggen. Het belang van het overtreden voorschrift mag zich niet hiertegen verzetten. Indien dat wel het geval is, dient er gekozen te worden voor bestuursdwang.

#### Hoogte van de dwangsom
Het bestuursorgaan moet – volgens het vierde lid van artikel 5:32 Awb juncto artikel 5:32b Awb – de dwangsom per tijdseenheid, per overtreding van de last, of het bedrag ineens vaststellen. Het bestuursorgaan moet bij het vaststellen van de dwangsom rekening houden met de aard van de overtreding. Voorts is de dwangsom aan een maximumbedrag gebonden.

#### Duur van de dwangsom
In artikel 5:34 Awb is vastgelegd dat het bestuursorgaan op verzoek van de overtreder de last kan opheffen, de duur van de last voor bepaalde tijd kan worden opgeschorst, en de dwangsom kan verminderen wanneer de overtreder niet aan zijn verplichtingen kan voldoen. Op verzoek van de overtreder kan het bestuursorgaan de last onder dwangsom opheffen wanneer de beschikking één jaar in werking is getreden en er geen dwangsom is verbeurd. Wanneer een overtreder uit overmacht niet kan voldoen aan een wettelijke verplichting hoeft er geen dwangsom verbeurd te worden. Het bestuursorgaan hoeft zich niet neer te leggen bij het feit dat niet aan het wettelijke voorschrift wordt voldaan en kan daarentegen andere maatregelen nemen. Het bestuursorgaan dient dan de last onder dwangsom op te heffen en kan dan besluiten tot toepassing van bestuursdwang.

#### Invordering van de dwangsom
Involge 5:33 Awb dient de betaling door de overtreder van de verbeurde dwangsom binnen zes weken te zijn geschied. De betalingsverplichting van de dwangsom ontstaat door de overtreding van de last. Wanneer deze termijn is verstreken zonder dat het bedrag van de verbeurde bedrag is betaald door de overtreder, zal het bestuursorgaan eerst een invorderingsbeschikking dienen te nemen. De toezichthouder dient – involge artikel 5:35 Awb – de verbeurde dwangsom binnen één jaar na de dag nadat de dwangsom is verbeurd in te vorderen. Er is gekozen voor de termijn van één jaar, omdat een periode van zes maanden te kort was. Het bestuursorgaan moet, wanneer het de verbeurde dwangsommen wil invorderen, het bedrag van de verbeurde dwangsommen vaststellen – op grond van hetgeen bepaald is artikel 5:37 Awb – en een invorderingsbeschikking nemen. Indien een derde-belanghebbende verzoekt om de invordering van een dwangsom, dient de toezichthouder binnen vier weken een beslissing nemen over de invordering ervan. De toezichthouder kan dan ook besluiten om geen dwangsom op te leggen wanneer het bestuursorgaan van oordeel is dat er geen dwangsommen zijn verbeurd of dat er sprake is van bijzondere omstandigheden, waardoor afgezien kan van de invordering ervan.

#### Rechtsbescherming
De overtreder en een (mogelijke) derde-belanghebbende kunnen bezwaar aantekenen tegen de beschikking van de last onder dwangsom alsmede bezwaar aantekenen tegen de beschikking tot invordering van de verbeurde dwangsommen.
In artikel 5:39 Awb is vastgelegd dat het bezwaar, (hoger) beroep, of voorlopige voorziening tegen de last onder dwangsom mede betrekking heeft op de invorderingsbeschikking indien dit ook wordt betwist door de overtreder. Hierdoor zal worden voorkomen dat er een afzonderlijke procedure zal plaatsvinden. De rechtbank kan – involge het tweede lid van artikel 5:39 – het (hoger) beroep tegen de invorderingsbeschikking verwijzen naar een ander orgaan.

### Dwangsom bij niet-tijdig beslissen

#### Inleiding
In hoofdstuk 4 van de Algemene wet bestuursrecht (Awb) is voor een aanvrager van een beschikking geregeld dat het een bestuursorgaan in gebreke kan stellen en vervolgens kan het bestuursorgaan een dwangsom verbeuren wanneer het bestuursorgaan niet-tijdig beslist op een aanvraag. De dwangsomregeling is opgenomen in artikel 4:17 Awb. Deze regeling beoogt burgers een effectiever rechtsmiddel te geven tegen trage besluitvorming van bestuursorganen.

#### De ingebrekestelling
Alvorens een dwangsom te kunnen verbeuren moet het bestuursorgaan door de aanvrager van de beschikking – volgens het derde lid van artikel 4:17 Awb – in gebreke worden gesteld. Zonder een ingebrekestelling kan de dwangsomregeling niet geactiveerd worden. Vervolgens heeft het bestuursorgaan twee weken om alsnog een beslissing te nemen. De ingebrekestelling is vormvrij en een bezwaarschrift tegen het niet-tijdig beslissen en een klacht over het niet-tijdig beslissen moet worden aangemerkt als een ingebrekestelling.

#### Duur en hoogte van de dwangsom
In het eerste lid van artikel 4:17 Awb is vastgelegd dat de dwangsom voor een periode van maximaal 42 dagen door het bestuursorgaan verbeurd kan worden. De dwangsom is op de eerste dag verschuldigd na twee weken dat het bestuursorgaan in gebreke is gesteld totdat het bestuursorgaan een besluit op de aanvraag heeft gedaan. Het bestuursorgaan is de eerste 14 dagen een dwangsom van € 20,- per dag verschuldigd. De hierop volgende 14 dagen is er een dwangsom van € 30 en uiteindelijk is er een dwangsom van € 40 per dag verschuldigd.

#### Vaststelling en betaling van de dwangsom
Ingevolge 4:18 Awb dient het bestuursorgaan op eigen beweging de verschuldigdheid en de hoogte van de dwangsom vast te stellen. Het bestuursorgaan kan tegelijk met het te nemen besluit op aanvraag een besluit nemen over de verschuldigdheid en de hoogte van de dwangsom vaststellen. In het tweede lid van bovengenoemd artikel is opgenomen dat de betaling dient te zijn geschied binnen zes weken na de dag dat het besluit over de verschuldigdheid en de hoogte van de dwangsom op voorgeschreven wijze aan belanghebbende is bekendgemaakt.

#### Rechtsbescherming
De aanvrager kan bezwaar en beroep aantekenen tegen het besluit tot vaststelling van de verschuldigdheid en hoogte van de dwangsom. Uit proces-economische overwegingen is in artikel 4:19 Awb opgenomen dat het bezwaar en beroep gericht tegen het besluit op aanvraag mede gericht kan zijn tegen het besluit van de verschuldigdheid en hoogte van de dwangsom.
Voorts is in de Awb afdeling 8.2.4.a. opgenomen waarin geregeld is dat een aanvrager direct beroep kan instellen tegen het niet-tijdig beslissen van een bestuursorgaan. De aanvrager moet in dit geval wel eerst het bestuursorgaan in gebreke stellen.

## Civielrechtelijke dwangsom (Nederland)
De civielrechtelijke dwangsom heeft tot doel de nakoming van een rechterlijke veroordeling in het civiel recht te bevorderen. Naast de hoofdveroordeling kan de rechter een dwangsom opleggen, voor het geval dat aan de hoofdveroordeling niet wordt voldaan. De dwangsom is geregeld in artikel 611a van het Wetboek van Burgerlijke Rechtsvordering. Daar is ook bepaald dat er geen dwangsom kan worden opgelegd in het geval dat de hoofdveroordeling een geldsom behelst. Met de verbeuring van de dwangsom wordt het moment bedoeld dat deze werkelijk betaald moet worden. De dwangsom wordt verbeurd op het moment dat aan de hoofdveroordeling niet wordt voldaan. De dwangsom, eenmaal verbeurd, komt ten volle toe aan de partij die veroordeling heeft verkregen.